# Scomberomorus
A Scomberomorus a sugarasúszójú halak (Actinopterygii) osztályának a sügéralakúak (Perciformes) rendjébe, ezen belül a makrélafélék (Scombridae) családjába tartozó nem.

## Rendszerezés
A nembe az alábbi 18 faj tartozik:
- Scomberomorus brasiliensis Collette, Russo & Zavala-Camin, 1978
- királymakréla (Scomberomorus cavalla) (Cuvier, 1829)
- Scomberomorus commerson (Lacepède, 1800)
- Scomberomorus concolor (Lockington, 1879)
- Scomberomorus guttatus (Bloch & Schneider, 1801)
- Scomberomorus koreanus (Kishinouye, 1915)
- Scomberomorus lineolatus (Cuvier, 1829)
- foltos királymakréla (Scomberomorus maculatus) (Mitchill, 1815)
- Scomberomorus multiradiatus Munro, 1964
- Scomberomorus munroi Collette & Russo, 1980
- Scomberomorus niphonius (Cuvier, 1832)
- Scomberomorus plurilineatus Fourmanoir, 1966
- Scomberomorus regalis (Bloch, 1793) - típusfaj
- Scomberomorus semifasciatus (Macleay, 1883)
- Scomberomorus sierra Jordan & Starks, 1895
- Scomberomorus sinensis (Lacepède, 1800)
- Scomberomorus tritor (Cuvier, 1832)
- Scomberomorus queenslandicus Munro, 1943

## Források

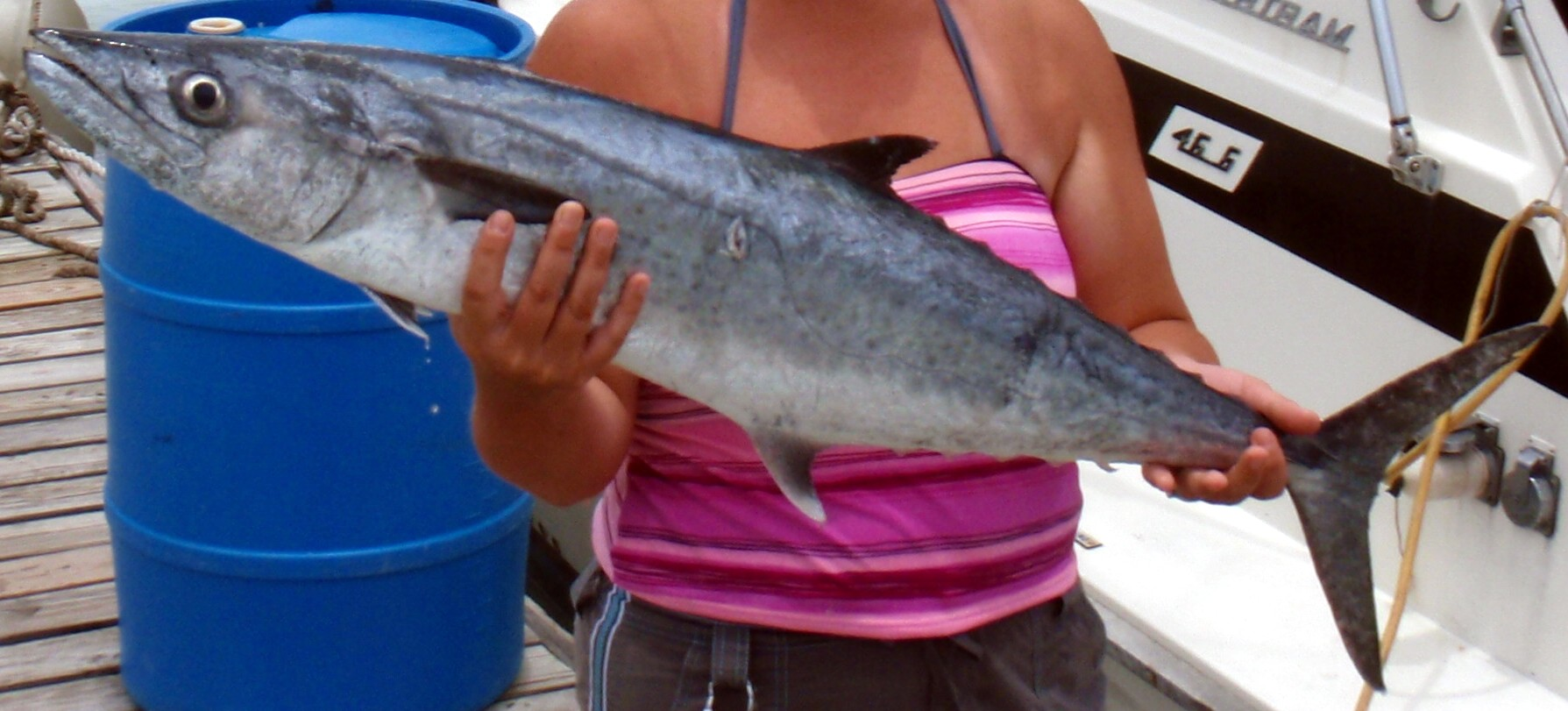
Scomberomorus cavalla